# Marquesado de la Roca
El Marquesado de la Roca es un título nobiliario español creado el 22 de abril de 1790 por el rey Carlos IV a favor Antonio Oriol de Montagut, Regidor Perpetuo de Tortosa. 
El actual titular es José Antonio Núñez-Robres y Escrivá de Romaní,caballero profeso de la Orden de Calatrava con la dignidad de Alférez y Comendador de Almodóvar.

## Marqueses de la Roca
|                        | Titular                                          | Periodo                |
| Creación por Carlos IV | Creación por Carlos IV                           | Creación por Carlos IV |
| ---------------------- | ------------------------------------------------ | ---------------------- |
| I                      | Antonio Oriol de Montagut                        | 1790-1821              |
| II                     | José María Juez Sarmiento y Oriol                | 1821- ?                |
| III                    | José Juez Sarmiento y Mollinedo                  | ? -1881                |
| IV                     | José María León y Juez Sarmiento                 | 1881-1889              |
| V                      | María del Milagro León y Liñán                   | 1889-1911              |
| VI                     | José Antonio Rodríguez de Valcárcel y León       | 1911-1916              |
| VII                    | María Pilar Rodríguez de Valcárcel y León        | 1916-1952              |
| VIII                   | José Antonio Núñez Robres Rodríguez de Valcárcel | 1952-1974              |
| IX                     | José Antonio Núñez-Robres y Escrivá de Romaní    | 1976-                  |